# Apertium
Apertium은 규칙 기반의 기계 번역 플랫폼이다. 자유 소프트웨어이며 GNU 일반 공중 사용 허가서 하에 공개된다.

## 역사
Apertium은 스페인 정부의 기금을 받아 운영되는 OpenTrad라는 프로젝트에서 기계 번역 엔진의 하나로서 탄생하였으며 알리칸테 대학교의 Transducens 연구 그룹이 개발하였다.

## 번역 가능한 언어의 쌍
|                     | ar     | an     | ast    | eu     | br     | bg     | ca     | da     | en     | eo     | fr     | gl     | is     | id     | it     | mk     | ms     | mt     | sme    | nb     | nn     | oc     | pt     | ro     | es     | sv     | cy     |
| ------------------- | ------ | ------ | ------ | ------ | ------ | ------ | ------ | ------ | ------ | ------ | ------ | ------ | ------ | ------ | ------ | ------ | ------ | ------ | ------ | ------ | ------ | ------ | ------ | ------ | ------ | ------ | ------ |
| Arabic              | —      | 아니요 | 아니요 | 아니요 | 아니요 | 아니요 | 아니요 | 아니요 | 아니요 | 아니요 | 아니요 | 아니요 | 아니요 | 아니요 | 아니요 | 아니요 | 아니요 | 예 (←) | 아니요 | 아니요 | 아니요 | 아니요 | 아니요 | 아니요 | 아니요 | 아니요 | 아니요 |
| Aragonese           | 아니요 | —      | 아니요 | 아니요 | 아니요 | 아니요 | 아니요 | 아니요 | 아니요 | 아니요 | 아니요 | 아니요 | 아니요 | 아니요 | 아니요 | 아니요 | 아니요 | 아니요 | 아니요 | 아니요 | 아니요 | 아니요 | 아니요 | 아니요 | 예 (⇄) | 아니요 | 아니요 |
| Asturian            | 아니요 | 아니요 | —      | 아니요 | 아니요 | 아니요 | 아니요 | 아니요 | 아니요 | 아니요 | 아니요 | 아니요 | 아니요 | 아니요 | 아니요 | 아니요 | 아니요 | 아니요 | 아니요 | 아니요 | 아니요 | 아니요 | 아니요 | 아니요 | 예 (⇄) | 아니요 | 아니요 |
| Basque              | 아니요 | 아니요 | 아니요 | —      | 아니요 | 아니요 | 아니요 | 아니요 | 아니요 | 아니요 | 아니요 | 아니요 | 아니요 | 아니요 | 아니요 | 아니요 | 아니요 | 아니요 | 아니요 | 아니요 | 아니요 | 아니요 | 아니요 | 아니요 | 예 (→) | 아니요 | 아니요 |
| Breton              | 아니요 | 아니요 | 아니요 | 아니요 | —      | 아니요 | 아니요 | 아니요 | 아니요 | 아니요 | 예 (→) | 아니요 | 아니요 | 아니요 | 아니요 | 아니요 | 아니요 | 아니요 | 아니요 | 아니요 | 아니요 | 아니요 | 아니요 | 아니요 | 아니요 | 아니요 | 아니요 |
| Bulgarian           | 아니요 | 아니요 | 아니요 | 아니요 | 아니요 | —      | 아니요 | 아니요 | 아니요 | 아니요 | 아니요 | 아니요 | 아니요 | 아니요 | 아니요 | 예 (⇄) | 아니요 | 아니요 | 아니요 | 아니요 | 아니요 | 아니요 | 아니요 | 아니요 | 아니요 | 아니요 | 아니요 |
| Catalan             | 아니요 | 아니요 | 아니요 | 아니요 | 아니요 | 아니요 | —      | 아니요 | 예 (⇄) | 예 (→) | 예 (⇄) | 아니요 | 아니요 | 아니요 | 예 (←) | 아니요 | 아니요 | 아니요 | 아니요 | 아니요 | 아니요 | 예 (⇄) | 예 (⇄) | 아니요 | 예 (⇄) | 아니요 | 아니요 |
| Danish              | 아니요 | 아니요 | 아니요 | 아니요 | 아니요 | 아니요 | 아니요 | —      | 아니요 | 아니요 | 아니요 | 아니요 | 아니요 | 아니요 | 아니요 | 아니요 | 아니요 | 아니요 | 아니요 | 아니요 | 아니요 | 아니요 | 아니요 | 아니요 | 아니요 | 예 (←) | 아니요 |
| English             | 아니요 | 아니요 | 아니요 | 아니요 | 아니요 | 아니요 | 예 (⇄) | 아니요 | —      | 예 (⇄) | 아니요 | 예 (⇄) | 예 (←) | 아니요 | 아니요 | 예 (←) | 아니요 | 아니요 | 아니요 | 아니요 | 아니요 | 아니요 | 아니요 | 아니요 | 예 (⇄) | 아니요 | 예 (←) |
| Esperanto           | 아니요 | 아니요 | 아니요 | 아니요 | 아니요 | 아니요 | 예 (←) | 아니요 | 예 (⇄) | —      | 예 (←) | 아니요 | 아니요 | 아니요 | 아니요 | 아니요 | 아니요 | 아니요 | 아니요 | 아니요 | 아니요 | 아니요 | 아니요 | 아니요 | 예 (←) | 아니요 | 아니요 |
| French              | 아니요 | 아니요 | 아니요 | 아니요 | 예 (←) | 아니요 | 예 (⇄) | 아니요 | 아니요 | 예 (→) | —      | 아니요 | 아니요 | 아니요 | 아니요 | 아니요 | 아니요 | 아니요 | 아니요 | 아니요 | 아니요 | 아니요 | 아니요 | 아니요 | 예 (⇄) | 아니요 | 아니요 |
| Galician            | 아니요 | 아니요 | 아니요 | 아니요 | 아니요 | 아니요 | 아니요 | 아니요 | 예 (⇄) | 아니요 | 아니요 | —      | 아니요 | 아니요 | 아니요 | 아니요 | 아니요 | 아니요 | 아니요 | 아니요 | 아니요 | 아니요 | 예 (⇄) | 아니요 | 예 (⇄) | 아니요 | 아니요 |
| Icelandic           | 아니요 | 아니요 | 아니요 | 아니요 | 아니요 | 아니요 | 아니요 | 아니요 | 예 (→) | 아니요 | 아니요 | 아니요 | —      | 아니요 | 아니요 | 아니요 | 아니요 | 아니요 | 아니요 | 아니요 | 아니요 | 아니요 | 아니요 | 아니요 | 아니요 | 아니요 | 아니요 |
| Indonesian          | 아니요 | 아니요 | 아니요 | 아니요 | 아니요 | 아니요 | 아니요 | 아니요 | 아니요 | 아니요 | 아니요 | 아니요 | 아니요 | —      | 아니요 | 아니요 | 예 (→) | 아니요 | 아니요 | 아니요 | 아니요 | 아니요 | 아니요 | 아니요 | 아니요 | 아니요 | 아니요 |
| Italian             | 아니요 | 아니요 | 아니요 | 아니요 | 아니요 | 아니요 | 예 (→) | 아니요 | 아니요 | 아니요 | 아니요 | 아니요 | 아니요 | 아니요 | —      | 아니요 | 아니요 | 아니요 | 아니요 | 아니요 | 아니요 | 아니요 | 아니요 | 아니요 | 아니요 | 아니요 | 아니요 |
| Macedonian          | 아니요 | 아니요 | 아니요 | 아니요 | 아니요 | 예 (⇄) | 아니요 | 아니요 | 예 (→) | 아니요 | 아니요 | 아니요 | 아니요 | 아니요 | 아니요 | —      | 아니요 | 아니요 | 아니요 | 아니요 | 아니요 | 아니요 | 아니요 | 아니요 | 아니요 | 아니요 | 아니요 |
| Malaysian           | 아니요 | 아니요 | 아니요 | 아니요 | 아니요 | 아니요 | 아니요 | 아니요 | 아니요 | 아니요 | 아니요 | 아니요 | 아니요 | 예 (←) | 아니요 | 아니요 | —      | 아니요 | 아니요 | 아니요 | 아니요 | 아니요 | 아니요 | 아니요 | 아니요 | 아니요 | 아니요 |
| Maltese             | 예 (→) | 아니요 | 아니요 | 아니요 | 아니요 | 아니요 | 아니요 | 아니요 | 아니요 | 아니요 | 아니요 | 아니요 | 아니요 | 아니요 | 아니요 | 아니요 | 아니요 | —      | 아니요 | 아니요 | 아니요 | 아니요 | 아니요 | 아니요 | 아니요 | 아니요 | 아니요 |
| North Sami          | 아니요 | 아니요 | 아니요 | 아니요 | 아니요 | 아니요 | 아니요 | 아니요 | 아니요 | 아니요 | 아니요 | 아니요 | 아니요 | 아니요 | 아니요 | 아니요 | 아니요 | 아니요 | —      | 예 (→) | 아니요 | 아니요 | 아니요 | 아니요 | 아니요 | 아니요 | 아니요 |
| Norwegian (Bokmål)  | 아니요 | 아니요 | 아니요 | 아니요 | 아니요 | 아니요 | 아니요 | 아니요 | 아니요 | 아니요 | 아니요 | 아니요 | 아니요 | 아니요 | 아니요 | 아니요 | 아니요 | 아니요 | 예 (←) | —      | 예 (⇄) | 아니요 | 아니요 | 아니요 | 아니요 | 아니요 | 아니요 |
| Norwegian (Nynorsk) | 아니요 | 아니요 | 아니요 | 아니요 | 아니요 | 아니요 | 아니요 | 아니요 | 아니요 | 아니요 | 아니요 | 아니요 | 아니요 | 아니요 | 아니요 | 아니요 | 아니요 | 아니요 | 아니요 | 예 (⇄) | —      | 아니요 | 아니요 | 아니요 | 아니요 | 아니요 | 아니요 |
| Occitan             | 아니요 | 아니요 | 아니요 | 아니요 | 아니요 | 아니요 | 예 (⇄) | 아니요 | 아니요 | 아니요 | 아니요 | 아니요 | 아니요 | 아니요 | 아니요 | 아니요 | 아니요 | 아니요 | 아니요 | 아니요 | 아니요 | —      | 아니요 | 아니요 | 예 (⇄) | 아니요 | 아니요 |
| Portuguese          | 아니요 | 아니요 | 아니요 | 아니요 | 아니요 | 아니요 | 예 (⇄) | 아니요 | 아니요 | 아니요 | 아니요 | 예 (⇄) | 아니요 | 아니요 | 아니요 | 아니요 | 아니요 | 아니요 | 아니요 | 아니요 | 아니요 | 아니요 | —      | 아니요 | 예 (⇄) | 아니요 | 아니요 |
| Romanian            | 아니요 | 아니요 | 아니요 | 아니요 | 아니요 | 아니요 | 아니요 | 아니요 | 아니요 | 아니요 | 아니요 | 아니요 | 아니요 | 아니요 | 아니요 | 아니요 | 아니요 | 아니요 | 아니요 | 아니요 | 아니요 | 아니요 | 아니요 | —      | 예 (←) | 아니요 | 아니요 |
| Spanish             | 아니요 | 예 (⇄) | 예 (⇄) | 예 (←) | 아니요 | 아니요 | 예 (⇄) | 아니요 | 예 (⇄) | 예 (→) | 예 (⇄) | 아니요 | 아니요 | 아니요 | 아니요 | 아니요 | 아니요 | 아니요 | 아니요 | 아니요 | 아니요 | 예 (⇄) | 예 (⇄) | 예 (←) | —      | 아니요 | 아니요 |
| Swedish             | 아니요 | 아니요 | 아니요 | 아니요 | 아니요 | 아니요 | 아니요 | 예 (→) | 아니요 | 아니요 | 아니요 | 아니요 | 아니요 | 아니요 | 아니요 | 아니요 | 아니요 | 아니요 | 아니요 | 아니요 | 아니요 | 아니요 | 아니요 | 아니요 | 아니요 | —      | 아니요 |
| Welsh               | 아니요 | 아니요 | 아니요 | 아니요 | 아니요 | 아니요 | 아니요 | 아니요 | 예 (→) | 아니요 | 아니요 | 아니요 | 아니요 | 아니요 | 아니요 | 아니요 | 아니요 | 아니요 | 아니요 | 아니요 | 아니요 | 아니요 | 아니요 | 아니요 | 아니요 | 아니요 | —      |

## 같이 보기
- 기계 번역